# غملول متباين الأوراق
الغملول متباين الأوراق (باللاتينية: Acantholimon diversifolium) نوع نباتي يتبع جنس الغملول من الفصيلة الرصاصية.

## الموئل والانتشار
موطنه تركيا.